# Burgstall Burgadelzhausen
Der Burgstall Burgadelzhausen bezeichnet eine abgegangene Spornburg auf einem 500 Meter hohen Hügelsporn über dem Adelzhausener Ortsteil Burgadelzhausen im Landkreis Aichach-Friedberg in Bayerisch-Schwaben. Die mittelgroße Wallanlage wird wegen ihrer Bauweise heute als ungarnzeitlich (nach 900) gedeutet.

## Geschichte
Der Burgplatz war wahrscheinlich schon in der Bronzezeit besiedelt (Bodenfunde). Nur etwa 150 Meter entfernt liegen die verflachten Reste einer spätkeltischen Viereckschanze im Wald (Viereckschanze Burgadelzhausen).
Zur Geschichte der Burganlage gibt es keinerlei urkundlichen Überlieferungen. Wegen der eindrucksvollen, etwa sechs bis acht Meter hohen Wallanlagen und der vorgelagerten, teilweise vier bis fünf Meter tiefen Gräben wird die Anlage als frühmittelalterliche Ungarnschutzburg gedeutet. Steinerne Ausbauten konnten nicht nachgewiesen werden, was als weiteres Indiz für diese Einordnung zu werten ist. Auch die Größe und Anlage der Burg spricht gegen die Deutung als Herrensitz. Die schmale Vorburg scheint nur als Torsicherung angelegt worden zu sein.
Der Burgstall ist allerdings eine der kleineren mutmaßlichen Ungarnschutzburgen, im weiteren Umkreis finden sich wesentlich größere Burgwälle dieser Zeitstellung, etwa die Haldenburg bei Schwabmünchen oder die Schanze Wagesenberg bei Pöttmes. Die Wallburg scheint nach der Niederlage der Ungarn nach der Schlacht auf dem Lechfeld (955) aufgegeben worden zu sein. Vergleichbare kleinere Schutzburgen haben sich in der Nähe u. a. bei Haberskirch (Ringwall im Kirchholz (Haberskirch)) Friedberg), Mering (Vorderer Schlossberg (Mering), Kissing (Ringwall im Ottmaringer Holz) und Walleshausen erhalten.
Im Frühmittelalter wurde das Ostfränkische Reich durch zahlreiche Adelsfehden und Machtkämpfe destabilisiert. Einige der genannten Wallanlagen könnten deshalb auch primär als Reaktion auf solche regionalen Konflikte angelegt worden sein. Die Einordnung dieser Objekte als Ungarnschutzburgen ist deshalb spekulativ und erfolgt meist nur auf Grund typologischer Merkmale. Auffällig ist allerdings die Häufung solcher kleiner bis mittelgroßer Wallburgen um den – noch nicht genau lokalisierten – Schauplatz der Schlacht auf dem Lechfeld.
Der Chronist Widukind von Corvey berichtet von zahlreichen kleinerer Wallanlagen auf der östlichen Lechseite, von denen aus die flüchtenden Ungarn nach der verlorenen Schlacht niedergemacht worden sein sollen. Der Chronist gilt allgemein als wenig zuverlässige Quelle. Seine Angaben zum Schlachtverlauf werden jedoch durch die zahlreichen frühmittelalterlichen Bodendenkmäler auf dem Lechrain und dessen Hinterland bestätigt.

## Beschreibung

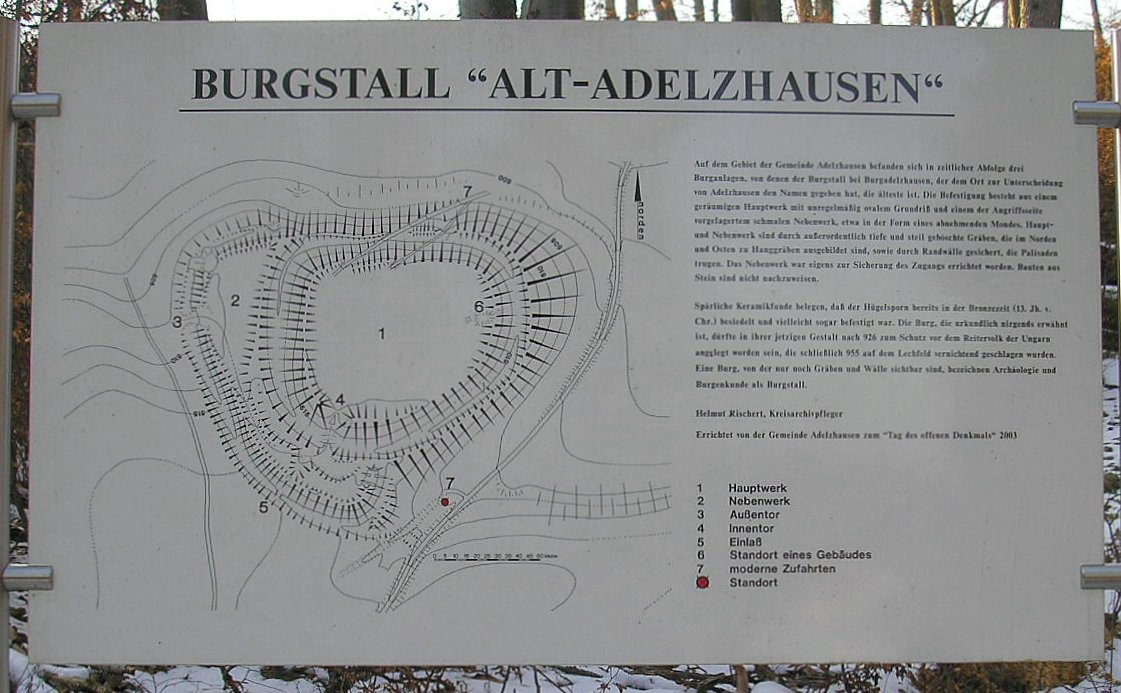
Infotafel unterhalb der Burg

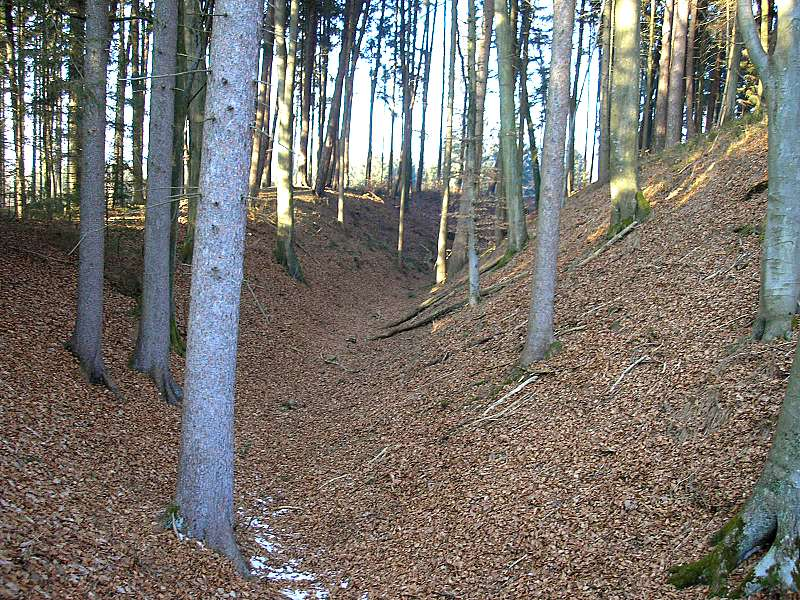
Der Graben zwischen dem Wall der Hauptburg und der Vorburg

Die ovale Hauptburg wird im Westen durch eine halbmondförmige Vorburg (etwa 50 mal 150 Meter) geschützt. Die steile Nordseite wird durch einen flachen Hanggraben oder eine Berme gesichert, nach Osten sind dem Hauptwall ein Graben und ein Randwall vorgelagert. Hier ist das Wallsystem noch etwa 15 Meter hoch erhalten. Die Erdwälle der Haupt- und der Vorburg waren wahrscheinlich nur durch Palisaden bewehrt, die tiefen Gräben und steilen Wallböschungen boten trotzdem einen guten Schutz vor den östlichen Reiterkriegern. Der Wall der Vorburg ist noch etwa vier bis fünf Meter hoch, hier liegen die Grabentiefen zwischen drei und vier Meter. Allerdings ist dieses Befestigungssystem heute mit dichtem Unterholz bestanden und nur schwer begehbar. Eine Walllücke markiert den Eingang zur Vorburg, das Haupttor lag etwa 100 Meter weiter im Süden der Kernburg.
Das Plateau der Hauptburg (etwa 70 mal 90 Meter) wird ringsum von einem – unterschiedlich hoch erhaltenen – Randwall umlaufen, im Osten markiert eine rechteckige Grube möglicherweise den Standort eines Gebäudes. Die beiden Auffahrten im Norden sind modernen Ursprungs.
Das Bayerische Landesamt für Denkmalpflege verzeichnet das Bodendenkmal als mittelalterlichen Burgstall unter der Denkmalnummer D 7-7632-0017.